# Dryasriska
Dryasriska (Lactarius dryadophilus) är en svampart som tillhör divisionen basidiesvampar, och som beskrevs av Robert Kühner. Dryasriska ingår i släktet riskor, och familjen kremlor och riskor. Enligt den finländska rödlistan är arten nära hotad i Finland. Arten är reproducerande i Sverige. Artens livsmiljö är fjällhedar.

## Bildgalleri